# Святовольский сельсовет
Святовольский сельсовет — административная единица на территории Ивацевичского района Брестской области Республики Беларусь. Административный центр — агрогородок Святая Воля.

## История
24 августа 2022 года в состав Святовольского сельсовета включены земли упразднённого Обровского сельсовета с расположенным на них агрогородком Оброво; земли упразднённого Омельнянского сельсовета с расположенными на них агрогородком Омельная, деревнями Глинная, Гоща, Колонск, Коранная   .

## Состав
Святовольский сельсовет включает 10 населённых пунктов:
- Великая Гать — деревня
- Глинная — деревня
- Гоща — деревня
- Долгая — деревня
- Колонск — деревня
- Коранная — деревня
- Оброво — агрогородок
- Омельная — агрогородок
- Святая Воля — агрогородок.
- Турная — деревня.

## Промышленность и сельское хозяйство
- ОАО «Святая Воля»
- Калининское лесничество ГЛХУ «Телеханский лесхоз».

## Социальная сфера
- ГУО «Великогатская средняя школа»
- ГУО «Святовольская базовая школа»
- ГУО «Великогатский детский сад».
- Святовольский сельский Дом культуры, Великогатский сельский клуб, Турнянская библиотека-клуб; библиотеки: агрогородок Святая Воля, деревня Великая Гать, деревня Турная.
- Святовольская участковая больница с амбулаторией по принципу общей практики, аптека № 90 агрогородок Святая Воля.
- Комплексный приёмный пункт агрогородка Святая Воля.

## Культура
- Этнографический музей ГУО "Омельнянская СШ" в аг. Омельная
- Историко-этнографический музей ГУО "Великогатская СШ" в д. Великая Гать